# Temnothorax muellerianus
Temnothorax muellerianus (лат.) — вид мелких муравьёв рода Temnothorax (подсемейство мирмицины). Редкий социальнопаразитический муравей.

## Распространение
Европа: от Португалии и Испании до Италии, Греции и Турции; Германия, Словения, Хорватия, Швейцария.

## Описание
Мелкие мирмициновые муравьи желтоватого цвета (длина тела около 3 мм). Глаза крупные, расположены в среднебоковой части головы. Стебелёк между грудкой и брюшком состоит из двух члеников: петиолюса и постпетиолюса (последний четко отделен от брюшка), жало развито, куколки голые (без кокона). Заднегрудка с 2 проподеальными шипиками. Брюшко гладкое и блестящее. По общему габитусу сходны с муравьями рода Leptothorax и Temnothorax, социальными паразитами которых они и являются.

## Охранный статус
Вид признан МСОП находящимся в уязвимом положении и включен в международный Список муравьёв, занесённых в Красный список угрожаемых видов МСОП в статусе «Уязвимый вид» (Vulnerable, VU).

## Систематика
Вид был впервые описан в 1922 году под первоначальным названием Leptothorax muellerianus Finzi, 1922. С 1924 года в составе рода Chalepoxenus.
В 2014 году в ходе ревизии подсемейства мирмицины было предложено синонимизировать род Chalepoxenus с родом Temnothorax, в связи с чем вид Chalepoxenus muellerianus был переименован в Temnothorax muellerianus.